# Estudis Romànics
Die Zeitschrift Estudis Romànics (ER, romanische Studien) wurde 1947 von Ramon Aramon i Serra gegründet.
Von 2000 bis 2014 wurden die Estudis Romànics von Antoni Maria Badia i Margarit geleitet. Er war Emeritus der philologischen Abteilung des Instituts für katalanische Studien. Seit 2014 leitet Joan Veny die Redaktion. Die Zeitschrift hat einen Redaktionsausschuss und einen wissenschaftlichen Beirat.
Die Zeitschrift erscheint jährlich. Sie bringt Beiträge zur Linguistik, zur Philologie und zu den Literaturen der „Romania“.
Die Bände der ER haben drei Teile:
- Artikel
- Rezensionen
- Berichte

Die Beiträge der ER sind meist in einer der romanischen Sprachen oder auch auf Deutsch oder Englisch verfasst. Die „offizielle“ Sprache (für die Formalerschließung bei der Katalogisierung) ist Katalanisch.